# Maximilian Schwalb
Maximilian Schwalb (* 7. Dezember 1864 Straßburg im Elsass; † 19. Dezember 1943 in Wien) war ein deutscher Reichsgerichtsrat und Ministerialbeamter.

## Leben
Schwalb war seit 1896 im Justizdienst. 1893 wurde er Amtsrichter. Zum Amtsgerichtsrat wurde er 1904 befördert. Ein Jahr später wurde er Regierungsrat im Ministerium für Elsaß-Lothringen. Er war in der Abteilung für Justiz und Kultus beschäftigt. 1908 wurde er zum Geheimen Regierungsrat, 1911 zum Ministerialrat ernannt. 1918 wurde Schwalb Landgerichtspräsident und Geheimer Oberjustizrat. Im folgenden Jahr arbeitete er im Reichsinnenministerium und im Auswärtigen Amt. 1924 wechselte er an das Reichsgericht. Er war Mitglied des Staatsgerichtshof zum Schutze der Republik und des Staatsgerichtshofs für das Deutsche Reich. Er war Mitberichterstatter in der Sache Preußen contra Reich.
Schwalb war die Problematik der „Verreichlichung Preußens“ bewusst: „Die Aufhebung des Dualismus zwischen Preußen und dem Reich werde freilich nach dem Urteil, durch die Verordnung nicht erreicht.“ 1932 ist er in den Ruhestand getreten.

## Familie
Sein Vater war der konvertierte liberalprotestantische Pfarrer Moritz Schwalb.

## Werke
- Die Haftung des Kommanditisten nach dem Allgemeinen Deutschen Handelsgesetzbuch, Diss. Universität Straßburg 1888.
- Beichtgeheimniss und Zeugnisspflicht. Entgegnung auf Generalsekretaer Dr. Joders Schrift 'Das Beichtsiegel vor dem Schwurgericht zu Muelhausen i. E.' Strassburg 1896.
- „Das Gesetzgebungsrecht der revolutionären Reichsregierung“ Deutsche Juristen-Zeitung 1919, Sp. 281ff. MPIER-Digitalisat
- „Elsaß-Lothringische Staatsangehörigkeitsfragen“, Zeitschrift für Völkerrecht, Band 14 S. 57ff.
- „Deutsch-französische Staatsangehörigkeitsfragen nach dem FrV“, Deutsche Juristen-Zeitung 1920 Sp. 640ff.
- „Die Einführung des französischen Privatrechts in Elsaß-Lothringen“, Juristische Wochenschrift 1924, S. 24ff.
- „Die außergewöhnlichen Befugnisse der Landesregierungen aus Art. 48 RVerf.“ Deutsche Juristen-Zeitung 1925, Sp. 209ff.
- „Die Einwendungen gegen das Staatgerichts-Urteil vom 25. Oktober 1932 in der Preußensache“, Die Justiz, 8. Jahrgang (1933), s. 217ff.
- „Das Rechts- und Gerichtswesen in Elsaß-Lothringen“, in: Georg Karl Wolfram (Hrsg.): Verfassung und Verwaltung von Elsass-Lothringen 1871–1918: Band 1, Frankfurt am Main 1937, S367ff.